# Iraklio (Regionalbezirk)

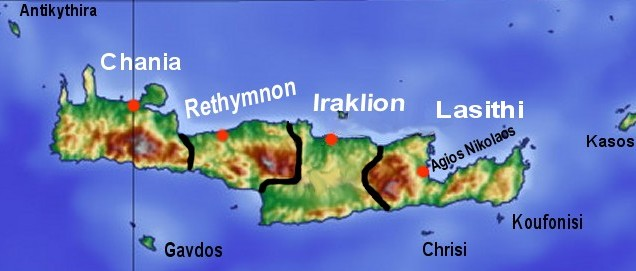
Die Regionalbezirke von Kreta

Der Regionalbezirk Iraklio (griechisch Περιφερειακή Ενότητα Ηρακλείου Periferiakí Enótita Iraklíou) ist der bevölkerungsreichste Regionalbezirk der griechischen Insel und Region Kreta. Er wurde 1915 als Präfektur etabliert und verlor diesen Status mit der Verwaltungsreform 2010. Die Kompetenzen der Präfektur wurden auf die Region und die zahlenmäßig stark verringerten Gemeinden aufgeteilt. Mit 22 Mandaten entsendet der Regionalbezirk fast die Hälfte der 45 Abgeordneten des kretischen Regionalrats, hat darüber hinaus jedoch keine politische Bedeutung.
Topographisch umfasst der Regionalbezirk das Gebiet zwischen dem Psiloritis-Massiv im Westen und dem Dikti-Gebirge im Osten. Einen großen Teil nimmt die vor der Südküste gelegene Messara-Ebene ein, die größte zusammenhängende landwirtschaftlich genutzte Landschaft Kretas.
In Iraklio befindet sich der größte Seehafen und der wichtigste internationale Flughafen der Region. Beide befinden sich in der namensgebenden Stadt Iraklio an der Nordküste.

## Verwaltungsstruktur
Die Region Kreta bildet eine der 13 Regionen (Ez. periféria περιφέρεια) Griechenlands und gliedert sich in vier Regionalbezirke, die den Gebieten der ehemaligen Präfekturen bis 2010 entsprechen. Proportional zu deren Einwohnerzahl entsenden sie eine bestimmte Anzahl Abgeordneter in den 45-köpfigen Regionalrat.
Mit der griechischen Verwaltungsreform 2010 (Kallikratis-Programm) wurde die Präfektur Iraklio abgeschafft, ihre Kompetenzen fielen an die Region Kreta und die neu gebildeten vier Regionalbezirke, deren Gebiete denen der vormaligen Provinzen entsprechen.
Der Regionalbezirk Iraklio umfasst acht Gemeinden.
| Gemeinde               | griechischer Name                                      | Code | Fläche (km²) | Einwohner 2011 | Einwohner 2021 | Lage |  |
| ---------------------- | ------------------------------------------------------ | ---- | ------------ | -------------- | -------------- | ---- |  |
| Iraklio                | Δήμος Ηρακλείου (Dímos Iraklíou)                       | 7101 | 244,555      | 173.993        | 179.302        |      |  |
| Archanes-Asterousia    | Δήμος Αρχανών-Αστερουσίων (Dímos Archanón-Asterousíon) | 7102 | 339,051      | 016,692        | 016,072        |      |  |
| Viannos                | Δήμος Βιάννου (Dímos Viánnou)                          | 7103 | 222,369      | 005.563        | 004.436        |      |  |
| Gortyna                | Δήμος Γόρτυνας (Dímos Górtynas)                        | 7104 | 465,144      | 015.632        | 014.167        |      |  |
| Malevizi               | Δήμος Μαλεβιζίου (Dímos Malevizíou)                    | 7105 | 292,064      | 024.864        | 025.734        |      |  |
| Minoa Pediada          | Δήμος Μινώα Πεδιάδας (Dímos Minóa Pediádas)            | 7106 | 398,515      | 017.563        | 014.165        |      |  |
| Festos                 | Δήμος Φαιστού (Dímos Festoú)                           | 7107 | 409,737      | 024.466        | 023.921        |      |  |
| Chersonisos            | Δήμος Χερσονήσου (Dímos Chersonísou)                   | 7108 | 271,586      | 026.717        | 027.220        |      |  |
| Regionalbezirk Iraklio | Regionalbezirk Iraklio                                 | 71   | 2643,021     | 305.490        | 305.017        |      |  |